# Mangelia pontica
Mangelia pontica é uma espécie de gastrópode do gênero Mangelia, pertencente a família Mangeliidae.